# Liu Jing
Liu Jing (劉京T, 刘京S, Liú JīngP; Pechino, 8 marzo 1990) è un'ex nuotatrice cinese.
Ai Mondiali 2009 di Roma ha vinto l'oro nella Staffetta 4x200 m sl stabilendo il record mondiale con il tempo di 7'42"08.

## Palmarès
- Mondiali

Roma 2009: oro nella 4x200m sl.
Shanghai 2011: bronzo nella 4x200m sl.
- Mondiali in vasca corta

Dubai 2010: oro nella 4x200m sl.
- Giochi asiatici

Canton 2010: oro nella 4x200m sl e argento nei 400m sl.
- Campionati asiatici

Foshan 2009: oro nei 200m sl e nei 400m misti, argento nei 200m misti .
- Universiadi

Shenzen 2011: bronzo nei 200m misti, nella 4x100m sl e nella 4x200m sl.